# 賞雅寛而
賞雅 寛而（たかまさ ともじ） は、日本の原子力工学者。東京海洋大学名誉教授。国立大学法人東京海洋大学理事・副学長や、富山高等専門学校校長、日本混相流学会会長、日本マリンエンジニアリング学会会長などを歴任した。

## 人物・経歴
1976年東京商船大学商船学部機関学科卒業、大阪商船三井船舶株式会社入社、三等機関士。
1978年東京商船大学大学院商船学研究科機関学専攻修士課程修了。
1980年東京商船大学商船学部助手。
1981年東京大学工学部原子力工学科研究員、東京商船大学商船学部講師。
1984年東京商船大学商船学部助教授。
1987年東京大学より工学博士の学位を取得。
1996年文部省在外研究員（パデュー大学）。
1997年東京商船大学商船学部教授。
2003年東京海洋大学海洋工学部教授。
2006年日本原子力研究開発機構安全研究委員会専門委員、東京大学大学院工学系研究科原子力専攻原子炉実験計画委員会委員、海上技術安全研究所研究者格付審査委員会研究能力審査委員会委員。
2007年日本船舶海洋工学会造船設計・生産技術研究会機関艤装部会部会長。
2008年東京海洋大学海洋科学技術研究科長。
2010年水産庁漁港のエコ化推進のための技術検討会委員。
2012年東京海洋大学理事（研究・国際担当）・副学長。
2013年港区立港南小学校学校評議員、神戸大学大学院海事科学研究科外部評価委員。
2015年東京海洋大学海洋科学技術研究科海洋工学系教授、日本混相流学会会長、日本マリンエンジニアリング学会会長。
2016年東京海洋大学学術研究院海洋電子機械工学部門教授。
2017年富山高等専門学校校長。

## 受賞
- 1994年 日本舶用機関学会論文賞[1][2]
- 2004年 日本混相流学会技術賞[1][2]
- 2005年 日本マリンエンジニアリング学会功労賞[1][2]
- 2006年 日本マリンエンジニアリング学会功労賞[1][2]
- 2007年 日本原子力学会賞（技術賞）[1][2]
- 2010年 日本原子力学会熱流動部会部会賞（業績賞）[1][2]
- 2010年 日本混相流学会賞論文賞[1][2]
- 2011年 日本混相流学会学会賞貢献賞[1][2]
- 2011年 日本ボート・オブ・ザ・イヤー2010 特別賞[2]
- 2011年 日本船舶海洋工学会シップ・オブ・ザ・イヤー 2010 小型客船部門賞[2]
- 2012年 日本ボート・オブ・ザ・イヤー2011 特別賞[2]
- 2012年 日本マリンエンジニアリング学会 マリンエンジニアリング・オブ・ザ・イヤー2011[2]